# Esporte Clube Democrata
L'Esporte Clube Democrata, noto anche come Democrata de Governador Valadares, Democrata-GV, o semplicemente come Democrata, è una società calcistica brasiliana con sede nella città di Governador Valadares, nello stato del Minas Gerais.

## Storia
Il 13 febbraio 1932, alcuni tifosi dissidenti del Flamengo di Figueira do Rio Doce (vecchio nome della città di Governador Valadares) fondarono un nuovo club, chiamato São Domingos de Figueira do Rio Doce. Poco tempo dopo il club ha assunto il suo nome attuale, Esporte Clube Democrata. Nel 1981, il Democrata ha vinto il suo primo titolo, la Taça Minas Gerais.

## Palmarès

### Competizioni statali
- Campeonato Mineiro Módulo II: 2

2005, 2016
- Taça Minas Gerais: 1

1981
- Troféu Inconfidência: 1

2022

### Altri piazzamenti
- Campionato Mineiro:

Secondo posto: 1991
Semifinalista: 2010
- Recopa Mineira:

Finalista: 2022
- Troféu Inconfidência:

Semifinalista: 2023

## Organico

### Calciatori in rosa
| N. |                    | Ruolo | Calciatore    |
| -- | ------------------ | ----- | ------------- |
|    | Brasile (bandiera) | P     | Luiz Fernando |
|    | Brasile (bandiera) | P     | Alex          |
|    | Brasile (bandiera) | P     | Lucas         |
|    | Brasile (bandiera) | D     | Riso          |
|    | Brasile (bandiera) | D     | Eliézio       |
|    | Brasile (bandiera) | D     | Weldes        |
|    | Brasile (bandiera) | D     | Pablo         |
|    | Brasile (bandiera) | D     | Geison        |
|    | Brasile (bandiera) | D     | Peterson      |
|    | Brasile (bandiera) | D     | Fabiano       |
|    | Brasile (bandiera) | C     | Saulo         |

| N. |                      | Ruolo | Calciatore    |
| -- | -------------------- | ----- | ------------- |
|    | Uruguay (bandiera)   | C     | Luis Oyarbide |
|    | Brasile (bandiera)   | C     | Sandro        |
|    | Uruguay (bandiera)   | C     | Jorge García  |
|    | Brasile (bandiera)   | C     | Zé Maria      |
|    | Brasile (bandiera)   | C     | Marquinhos    |
|    | Brasile (bandiera)   | C     | Robson        |
|    | Brasile (bandiera)   | C     | Hugo          |
|    | Brasile (bandiera)   | C     | Marcelo Lima  |
|    | Argentina (bandiera) | A     | Luis Acuña    |
|    | Brasile (bandiera)   | A     | Allan         |
|    | Brasile (bandiera)   | A     | André Luis    |